# وزارة السلام (إثيوبيا)
وزارة السلام الإثيوبية هي وزارة حكومية إثيوبية تم إنشاؤها في عام 2018 وتهدف إلى تشجيع عمليات السلام لمنع وحل النزاعات المسلحة في إثيوبيا ودعم التنمية العادلة بين مناطق إثيوبيا.

## النشأه
نشأت وزارة السلام من وزارة الشؤون الاتحادية، التي تأسست في عام 2001، والتي كانت مسؤولة في البداية عن "الشؤون الإقليمية" و "التنمية الحضرية". في عام 2005، تم حذف التنمية الحضرية من مهام الوزارة. في عام 2009، اكتسبت الوزارة المزيد من الصلاحيات في التعامل مع الأديان، بهدف تشجيع التسامح بين الناس من مختلف الأديان. في عام 2010، حصلت الوزارة على صلاحيات تتعلق بتسجيل الجمعيات الخيرية والجمعيات، و "حيازة أو استخدام الأسلحة والأسلحة النارية والمتفجرات".